# Даркнет-рынок
Даркнет-рынок, теневой рынок — это коммерческий сайт в даркнете, который работает через Tor или I2P. Они функционируют, в первую очередь, как чёрные рынки, продающие или являющиеся посредниками в сделках с продажей порнографии, наркотиков, кибероружия, оружия, фальшивых денег, поддельных документов, нелегальных фармацевтических препаратов, стероидов и других запрещенных товаров, а также для продажи юридических продуктов. В декабре 2014 года исследование Гарета Оуэна из Университета Портсмута показало, что вторыми самыми популярными сайтами на Tor были рынки тёмной сети.
Исходя из модели, разработанной Шелковым путём, современные рынки характеризуются использованием тёмного анонимного доступа (как правило Tor), биткойн-платежей с услугами условного депонирования и систем обратной связи с поставщиками eBay.
диаграмма продуктов, поставляющихся на даркнет-рынках
 Конопля (31,6 %) Фармацевтические препараты (21,05 %) Метилендиоксиметамфетамин (10,53 %) ЛСД (5,26 %) Метамфетамин (5,26 %) Грибы (5,26 %) Героин (5,26 %) Семена (5,26 %) Видеоигры (5,26 %) Аккаунты (5,26 %)

## История

### С 1970 по 2011
Хотя электронная торговля в тёмной сети началась только в 2006 году, незаконные товары были одними из первых предметов, которые можно было транспортировать с использованием интернета, когда в начале 1970-х годов студенты Стэнфордского университета и Массачусетского технологического института использовали то, что тогда называлось ARPANET, для координации покупок конопли. К концу 1980-х годов группы новостей стали онлайн-центрами обсуждения и получения информации о наркотиках; однако любые, связанные с ними, сделки были организованы целиком за пределами сайта, непосредственно между отдельными лицами. С развитием и популяризацией Всемирной паутины и электронной коммерции в 1990-х годах инструменты для обсуждения или совершения незаконных транзакций стали более доступными.

### «Silk Road» и ранние рынки
Первым пионерским рынком, использующим как Tor, так и биткойн, был «Шёлковый путь» (Silk Road), основанный Россом Ульбрихтом под псевдонимом «Dread Pirate Roberts» в феврале 2011 года. В июне 2011 года Gawker опубликовал статью о сайте, что привело к «интернет-шумихе» и увеличению трафика на сайте. Это, в свою очередь, привело к политическому давлению со стороны сенатора Чака Шумера на Наркоконтроль и Министерство юстиции США, для его закрытия, что, наконец, и было сделано в октябре 2013 года. Использование Шёлкового пути всеми системами Tor, Bitcoin escrow и обратной связи между ними установило бы стандарт для новых рынков тёмной сети в ближайшие годы. Остановка была описана новостным сайтом DeepDotWeb как «лучшая реклама, на которую могли рассчитывать тёмные сетевые рынки» после вызванной волны распространения конкурирующих сайтов и тогда The Guardian предсказал, что другие сайты возьмут на себя рынок, на котором ранее доминировал Silk Road.
Месяцы и года после закрытия Silk Road были отмечены значительно возросшим числом короткоживущих рынков, а также полурегулярными правонарушениями, взломами, мошенничеством и добровольным закрытием.
Atlantis — первый сайт, принимающий Litecoin и биткойн, был закрыт в сентябре 2013 года, незадолго до рейда на Silk Road, оставив пользователям всего одну неделю, чтобы вывести любые монеты. В октябре 2013 года проект Black Flag в панике закрылся и украл биткойны своих пользователей, вскоре после закрытия «Шёлкового пути». Популярность Black Market Reloaded резко возросла после закрытия рынка Silk Road и Sheep; однако в конце ноября 2013 года владелец Black Market Reloaded объявил, что веб-сайт будет отключен из-за неуправляемого притока новых клиентов. Sheep Marketplace, запущенный в марте 2013 года, был одним из менее известных сайтов, которые завоевали популярность благодаря закрытию Silk Road. В декабре 2013 года, он прекратил свою деятельность после того, как два человека из Флориды украли биткойны пользователей на сумму 6 миллионов долларов.

### От «Silk Road» до настоящего времени
С конца 2013 года по 2014 год начали регулярно запускаться новые рынки, например, Silk Road 2.0, которыми управляют бывшие администраторы сайта Silk Road, а также рынок Agora. Такие запуски не всегда были успешными; в феврале 2014 года. Utopia, долгожданный рынок, основанный на Black Market Reloaded, был открыт и закрылся через 8 дней после быстрых действий голландских правоохранительных органов. Февраль 2014 года также обозначил короткие сроки существования рынков «Черный гоблин» и «CannabisRoad» — двух сайтов, которые закрылись после деанонификации без особых усилий. В России же наиболее популярным даркнет-ресурсом являлась «Гидра».

## Биткойн-миксер
Биткойн из-за псевдонимности получил широкое распространение для оплат в даркнет. Для повышения уровня анонимности применяют биткойн-миксер, которые запутывают транзакции и становится крайне сложно их отследить. Большинство биткойн-миксеров дробят средства клиента на мелкие части, после чего эти части смешиваются в случайном порядке с частями других клиентов и рассылаются разным получателям. В результате к конечному получателю приходит заданное количество криптовалюты, но небольшими партиями от разных случайно выбранных адресов из общего пула, принадлежащего сервису.